# Немировский дуб
Немировский дуб — ботанический памятник природы в Яворовском районе, Львовской области, Украина. Один из старейших дубов Украины возрастом 1000 лет. Дерево растёт в парке санатория «Немиров». На высоте 1,3 м дерево имеет в обхвате 8 м, высота дерева — 26 м.
По легенде под этим дубом венчался Богдан Хмельницкий. Дуб имеет ограждение, однако нет охранного знака. Одно дупло заделано свежей пломбой, второе, возле земли, пломбы не имеет. Дерево требует лечения, установки охранного знака, а также, учитывая особую ценность дерева, установки громоотвода и удобрения почвы.